# Coprosma putida
Coprosma putida är en måreväxtart som beskrevs av Charles Moore och Ferdinand von Mueller. Coprosma putida ingår i släktet Coprosma och familjen måreväxter.
Artens utbredningsområde är Lord Howeön. Inga underarter finns listade i Catalogue of Life.